# بخش مرکزی شهرستان ملکشاهی
بخش مرکزی شهرستان ملکشاهی یکی از بخش‌های تابعه شهرستان ملکشاهی از شهرستان های استان ایلام در غرب ایران است.

## تقسیمات کشوری
- بخش مرکزی شهرستان ملکشاهی
  - دهستان شوهان
  - دهستان چمزی

شهرها: ارکواز
روستاها: پاریاب، پل شکسته، گنبد پیرمحمد، درگه، شهیدکشوری، طالقانی، میان تنگ، چم انار سفلی، چم انار علیا، قرجیلیگان،  نادرآباد، چشمه پهن، مناربلوطستان، گراب خوشادول، دول کبودخوشادول، توتخوشادول